# Charles Kenzie Steele
Charles Kenzie Steele (17 février 1914 à Gary - 19 août 1980 à Tallahassee) est un pasteur et militant des droits civiques américain. Il fut l'un des principaux organisateurs du boycott des bus de Tallahassee et un membre éminent de la Southern Christian Leadership Conference.

## Jeunesse et études
Steele est le fils unique d'un mineur de charbon et dès son enfance il désire devenir prêcheur et commence à prêcher dès sa quinzième année,. Steele s'installe à Atlanta, pour étudier au Morehouse College, où il est ordonné ministre du culte, en 1938. Il prêche ensuite à Toccoa et Augusta en Géorgie ainsi qu'à Montgomery en Alabama. En 1952, alors qu'il part s'installer à Tallahassee pour y prêcher à la Bethel Baptist Church, il rencontre pour la première fois Martin Luther King ; les deux hommes deviendront amis.

## Boycott des bus de Tallahassee
Le boycott des bus de Tallahassee commence en mai 1956, peu après le boycott des bus de Montgomery. Comme nombre d'autres boycotts lors du Mouvement des droits civiques aux États-Unis, il débute parce que les Noirs sont contraints de s'installer à l'arrière du bus et parce que deux étudiants noirs ayant refusé de céder leur place à une femme blanche sont arrêtés. Une organisation se forme alors pour protester et entreprendre le boycott des bus de la ville. L'association, baptisée Inter-civic council se donne Steele comme président. Le boycott fonctionne parfaitement et le 1er juillet, les bus sont contraints de rester au dépôt faute de passagers. Steele est arrêté à plusieurs reprises durant cette période. Il prend part ensuite à de nombreuses protestations, marches et boycotts, qui aboutissent à l'intégration des Noirs dans nombre de lieux publics. Steele aide Martin Luther King à organiser la Southern Christian Leadership Conference en 1957. Steele est mort d'un cancer de la moelle osseuse en 1980 à l'âge de 66 ans à Tallahassee.

## Postérité
Un monument à sa mémoire, le C. K. Memorial, a été érigé au 111 West Tennessee Street à Tallahassee.